# Purpurhöns
Purpurhöns (Porphyrio) är ett fågelsläkte i familjen rallar inom ordningen tran- och rallfåglar som förekommer på alla kontinenter utom Antarktis. Tidigare fördes sultanhönsen till det egna släktet Porphyrula men det inkluderas nu allmänt i Porphyrio. 

## Arter i släktet
Släktet omfattar idag över tio arter, varav en stor andel är utdöda:

### Nu levande och nyligen utdöda
- Mindre sultanhöna (P. alleni)
- Amerikansk sultanhöna (P. martinicus)
- Azursultanhöna (P. flavirostris)
- Purpurhöna (P. porphyrio)
- Sydötakahe (P. hochstetteri)
- Nordötakahe (P. mantelli) – utdöd
- Vit purpurhöna (P. albus) – utdöd
- Réunionpurpurhöna (P. coerulescens) – utdöd

### Förhistoriska arter
Ytterligare tre arter utdöda under holocen finns beskrivna:
- Nyakaledonienpurpurhöna (P. kukwiedei)  – kan ha överlevt in i modern tid
- Marquesaspurpurhöna (P. paepae) – kan ha överlevt in i modern tid
- Huahinepurpurhöna (P. mcnabi)